# フランクフルト市電L形電車
L形は、ドイツの都市であるフランクフルト・アム・マインの路面電車のフランクフルト市電にかつて在籍していた車両。運転台や主電動機を搭載したフランクフルト市電初の量産型ボギー車で、付随車のl形と共に各系統で使用された。

## 概要・運用
第二次世界大戦からの復興が完了し、西ドイツの都市となった1950年代のフランクフルト・アム・マインでは公共交通機関の利用客が増加の一途を辿り、小型の2軸車のみが在籍していたフランクフルト市電では輸送力の増強が課題となっていた。そこで、当時フランクフルト市電を運営していたフランクフルト運送会社（Verkehrsbetrieb frankfurt）はデュッセルドルフ車両製造（→デュワグ）へ1954年に輸送力が高い大型ボギー車の発注を実施した。
車体の片側に運転台を持ち、集電装置や主電動機が設置されている電動車のL形と、L形への連結を前提に設計された運転台や主電動機が存在しない付随車のl形で構成され、前者は200番台（201 - ）、後者は1200番台（1201 - ）の車両番号が付けられていた。乗降扉は車体右側に3箇所設置されており、車掌が乗車していた登場初期は最後尾の扉に車掌台が存在し、乗客はこの扉から乗車し中央・前方の扉から降車する「後乗り・前降り」の流れが採用されていた。その後、1960年代に車掌業務の廃止および信用乗車方式の導入が実施されたのに伴い、すべての扉からの乗降が可能な形に改められた。
1955年に試作車となる2両編成2本（201 + 1201、202 + 1202）が導入され、その成果を基に翌1956年から1957年までに40本（203 + 1203 - 242 + 1242）が生産された。これらの量産車は試作車から一部設計が変更され、車体右側の扉間の窓数が試作車の4個から3個に減少した。また、最初の量産車となった203 - 217（L形）および1203 - 1217（l形）については郊外の長距離系統での運用を想定した設計で製造され、前照灯が2基に増設された他台車も他の車両と比べて強度を増加させており、「Lv形（電動車）」および「lv形（付随車）」という独自の形式名で区別が行われていた。その後、1962年にもL形・l形から3両の追加改造を受けたものの、1967年にこれらの車両は長距離系統から撤退し、台車もL形・l形と同様のものに交換された。
廃車は1972年の試作車から始まり、量産車も1983年以降廃車が行われた。超低床電車のR形の導入開始以降はその動きがさらに加速し、1996年をもって営業運転を退いた。それ以降もフランクフルト市電ではL形（124、236）とl形（1219、1242）を2両ずつ保存しており、そのうち124と1242については動態保存運転が可能な状態となっている。

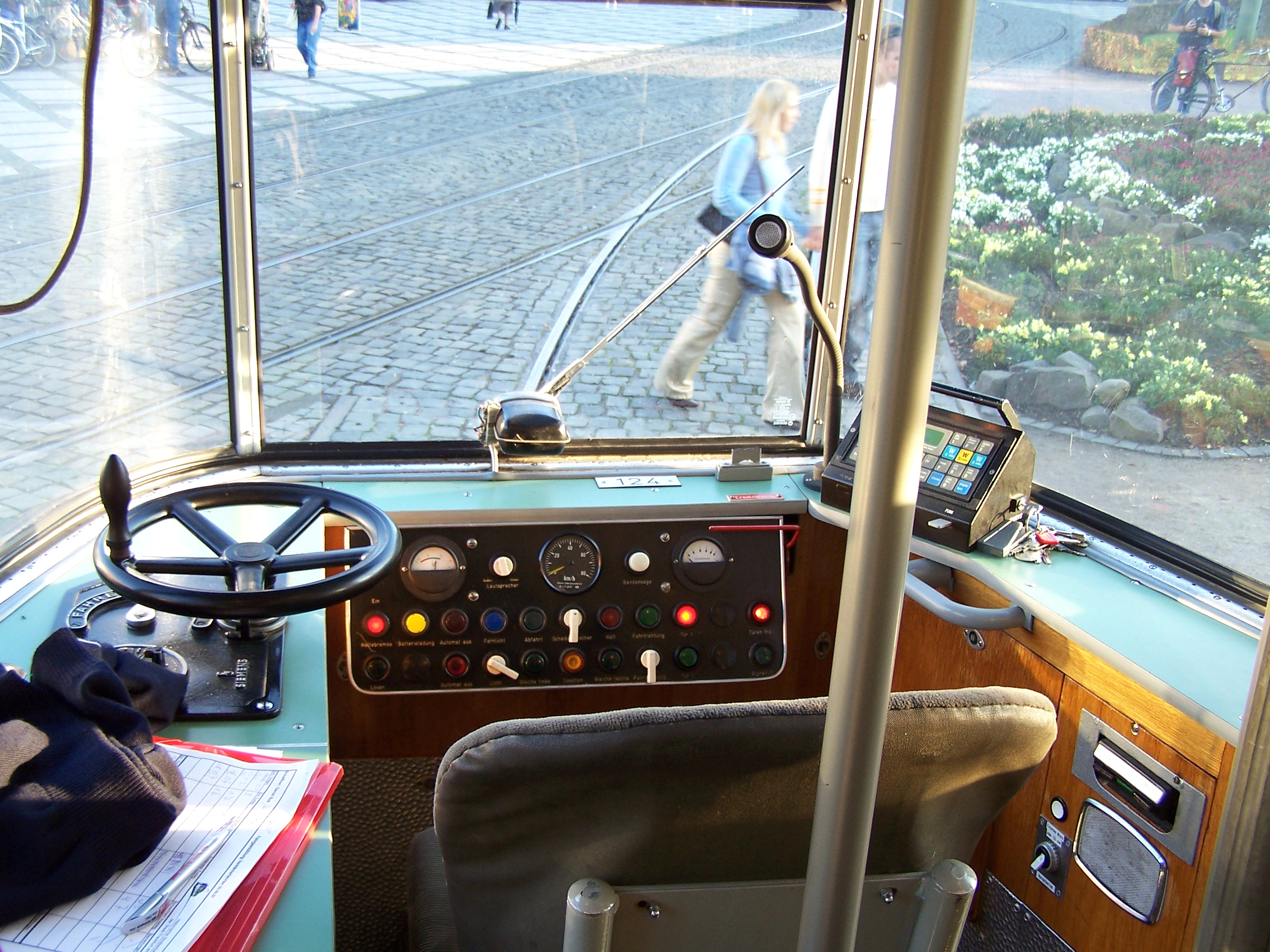
運転台（2007年撮影）
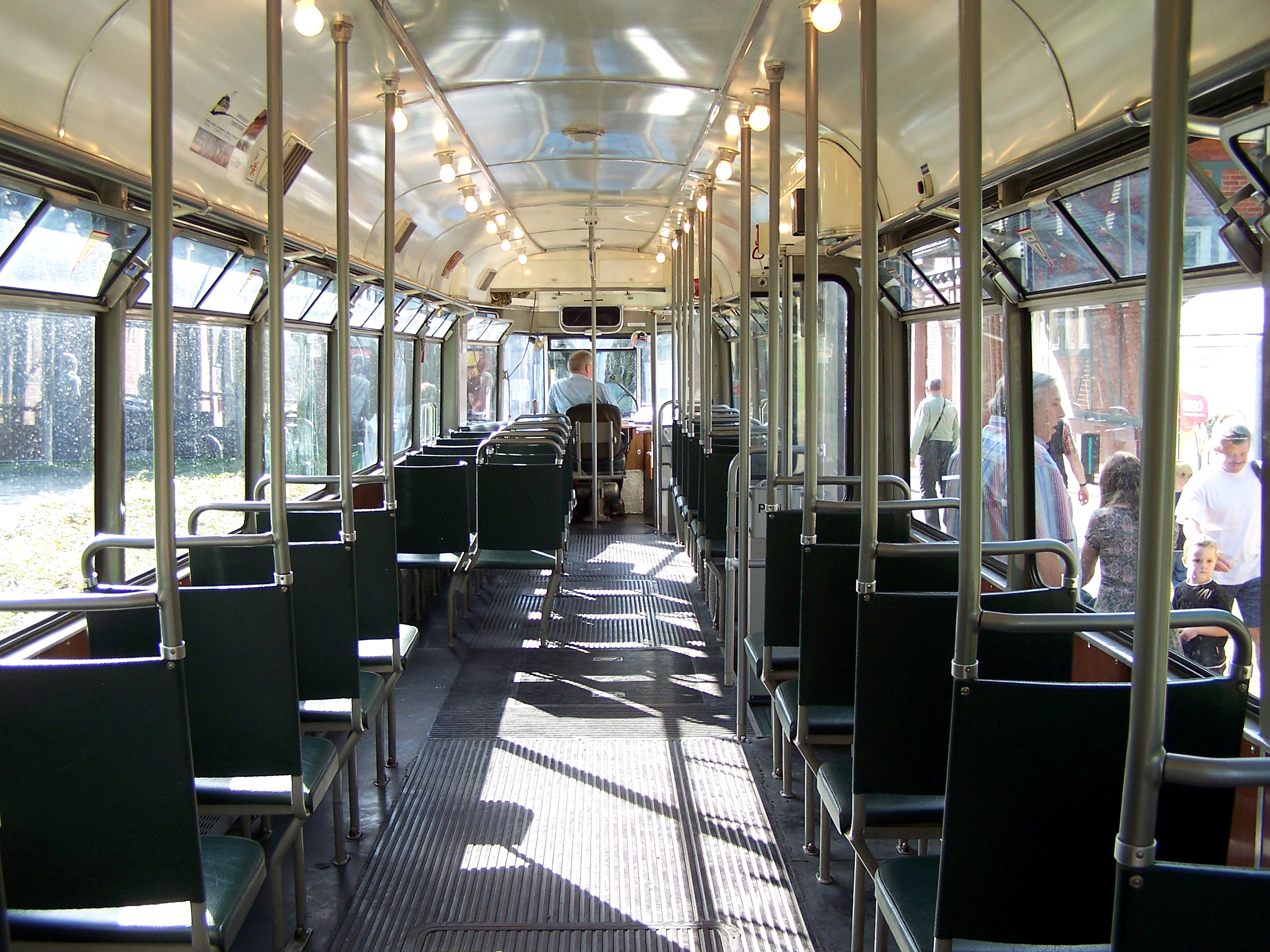
車内（2010年撮影）
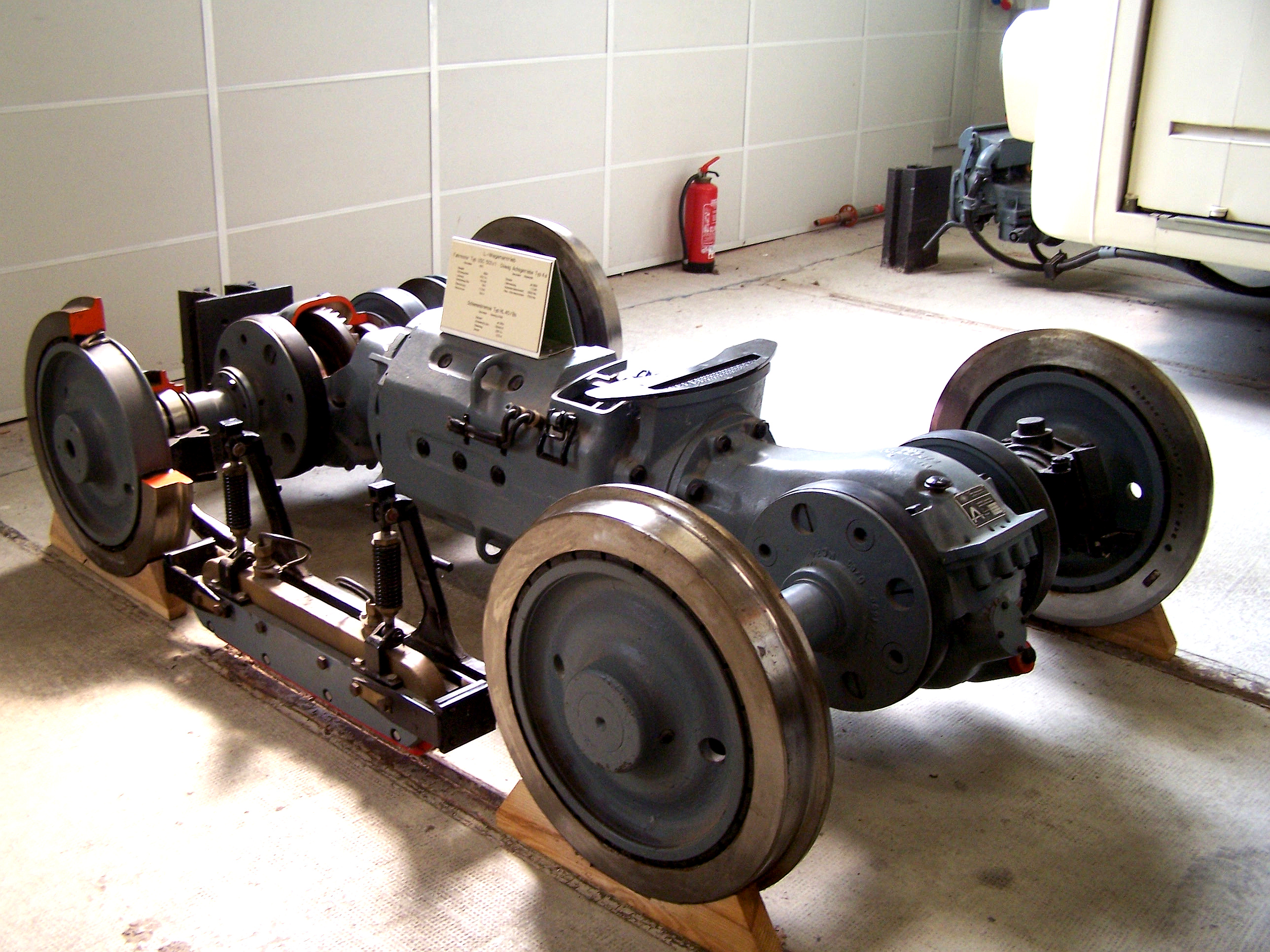
台車（2009年撮影）
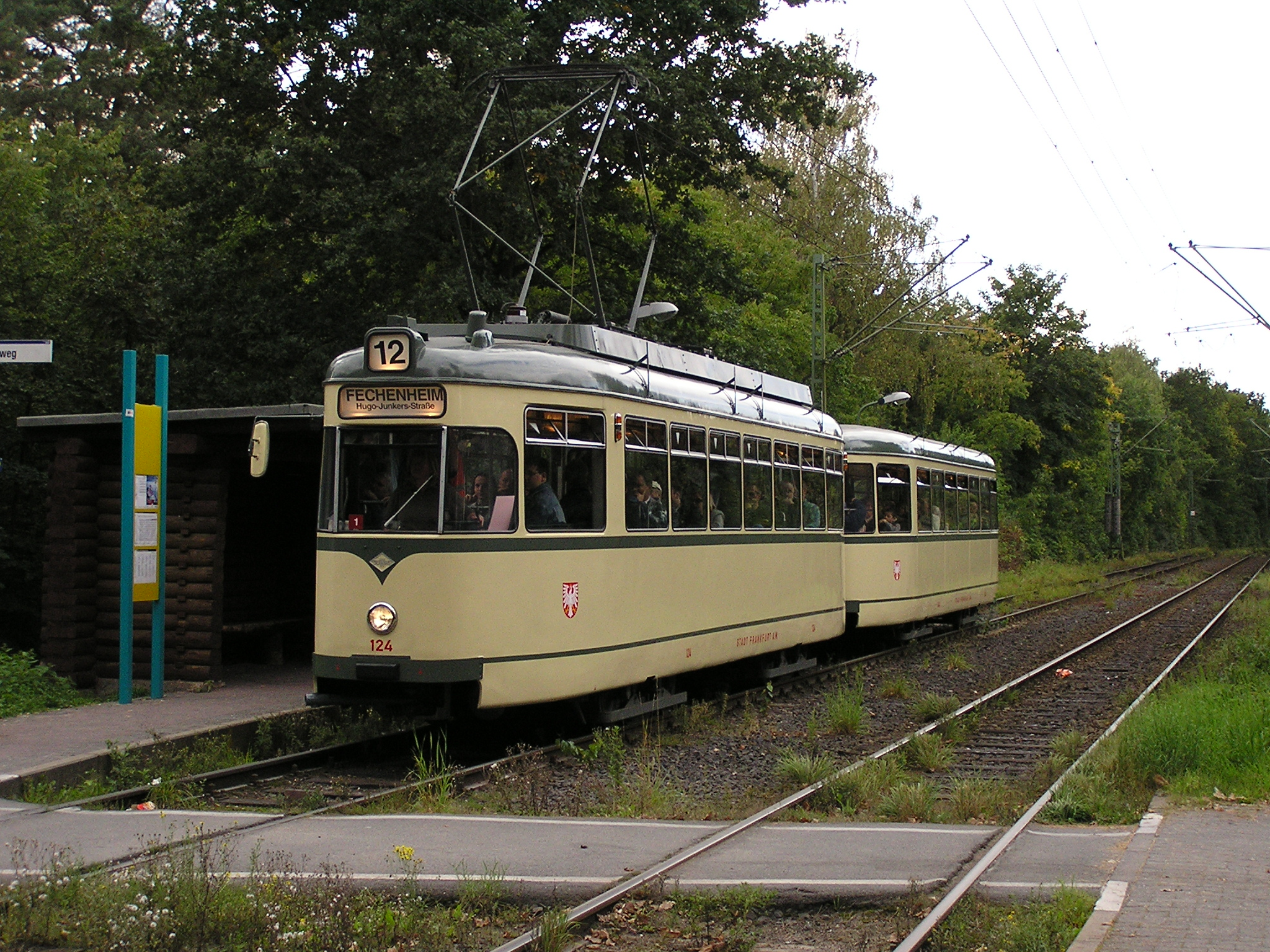
車体左側には乗降扉がない（2008年撮影）
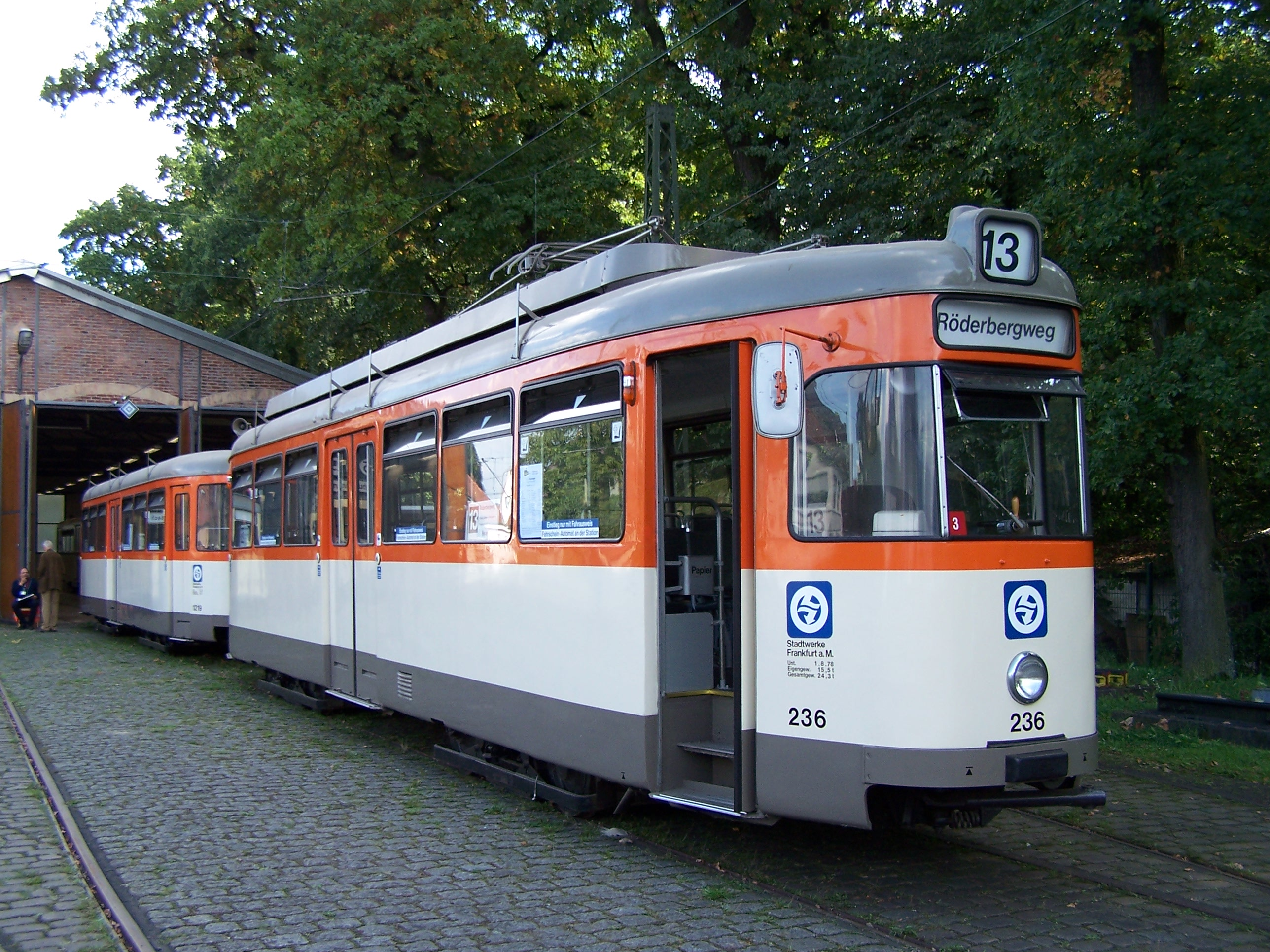
現役末期の姿で保存されている236 + 1219（2008年撮影）
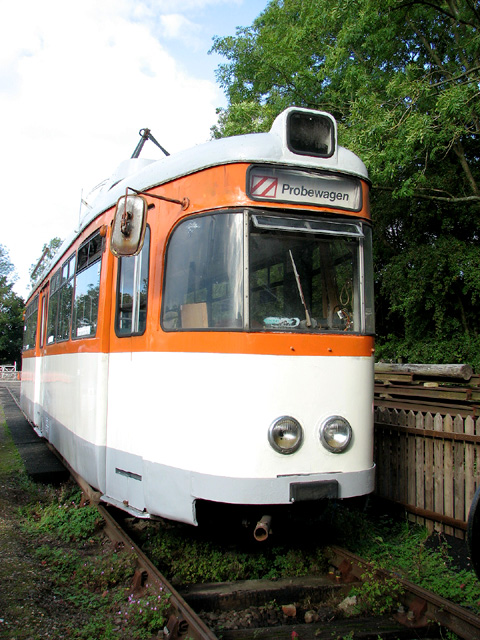
前照灯が2基設置されたLv形（2012年撮影）

## 譲渡
L形・l形の一部は廃車後に以下の都市への譲渡が実施された。そのうちポーランドのシュチェチンへ譲渡されたl形のうち1両が2021年現在も静態保存されている。
- ルーマニア：ブカレスト（ブカレスト市電）
- ルーマニア：ガラツィ（ガラツィ市電）
- ポーランド：シュチェチン（シュチェチン市電） - l形のみ譲渡。

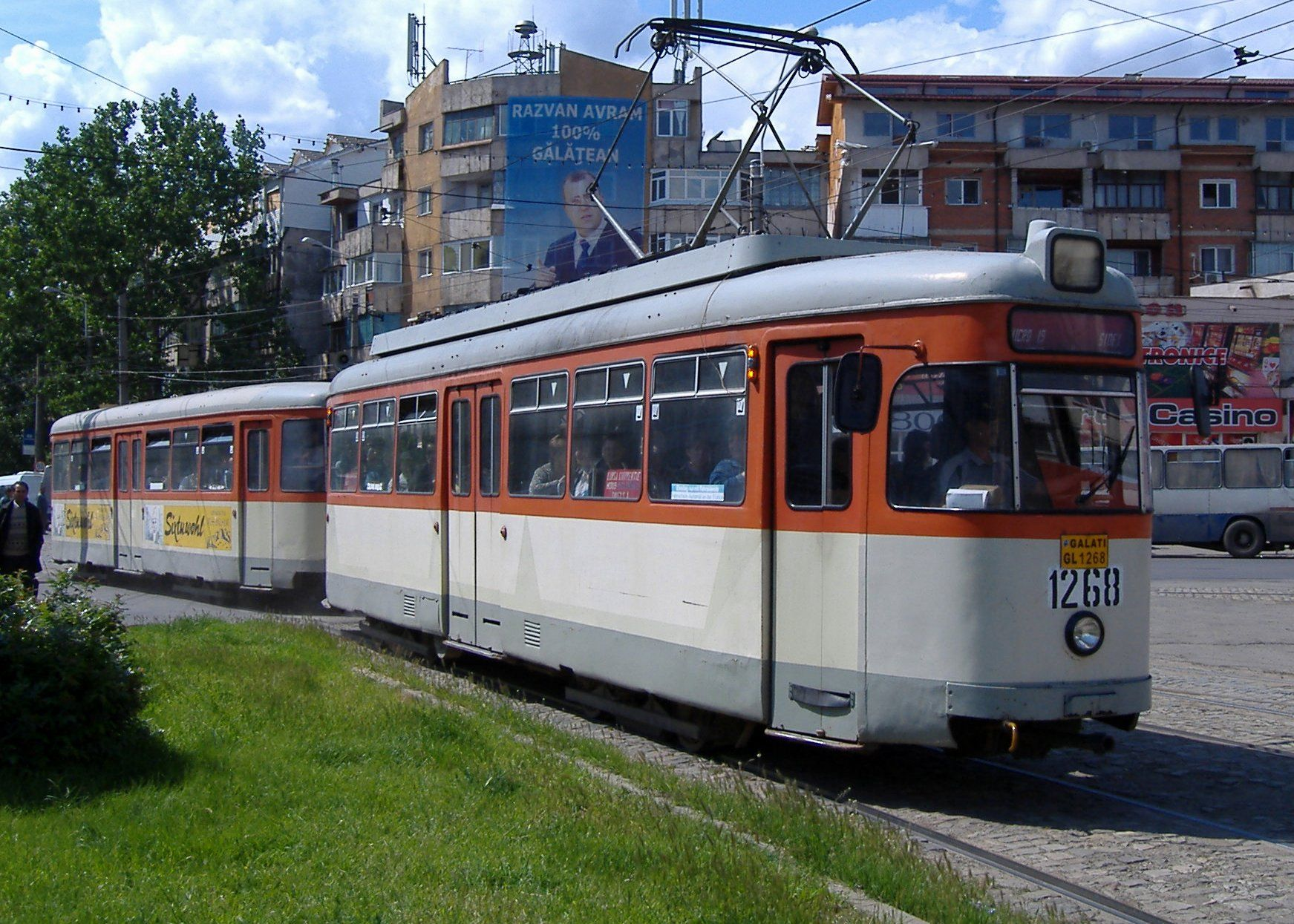
ガラツィ市電に譲渡されたL形 + l形（2008年撮影）
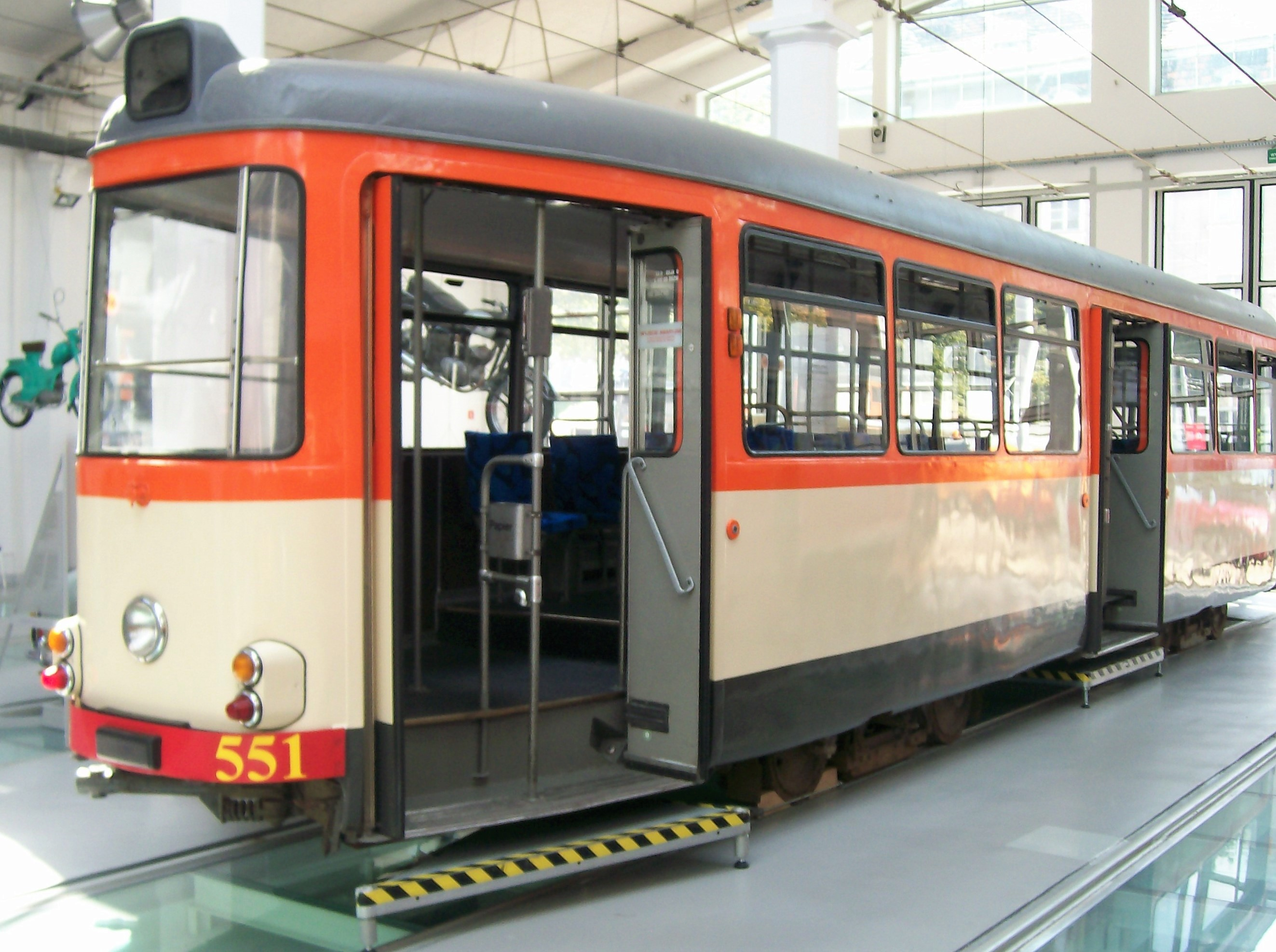
シュチェチンで保存されているl形（2014年撮影）

## 車両一覧
| L形・l形 車両一覧 | L形・l形 車両一覧 | L形・l形 車両一覧 | L形・l形 車両一覧 | L形・l形 車両一覧 |
| 形式              | 車種              | 製造年            | 車両番号          | 備考・参考        |
| ----------------- | ----------------- | ----------------- | ----------------- | ----------------- |
| L形               | 電動車 (ボギー車) | 1955              | 201 - 202         | 試作車            |
| L形               | 電動車 (ボギー車) | 1956              | 203 - 217         | Lv形              |
| L形               | 電動車 (ボギー車) | 1956              | 218 - 242         |                   |
| l形               | 付随車 (ボギー車) | 1955              | 1201 - 1202       | 試作車            |
| l形               | 付随車 (ボギー車) | 1956              | 1203 - 1217       | lv形              |
| l形               | 付随車 (ボギー車) | 1956              | 1218 - 1220       |                   |
| l形               | 付随車 (ボギー車) | 1957              | 1221 - 1242       |                   |